# Centro de educación ambiental Bosque Sur
El Centro de Educación Ambiental Bosque Sur es un centro de Naturaleza con el edificio de acogida de 500 m² de extensión que se encuentra en el Bosque Sur, dentro del municipio de Fuenlabrada y que engloba y enlaza además varios otros municipios dentro de la comunidad autónoma de Madrid, España. 
Es uno de los doce centros con los que cuenta la Red de Centros de educación ambiental de la Comunidad de Madrid distribuidos por toda la Comunidad de Madrid.

## Localización
Se encuentra en el término municipal de Fuenlabrada, en la zona sur de la Comunidad de Madrid.
Centro de Educación Ambiental Bosque Sur, C/ de las Comarcas, s/n (junto a estación de Renfe de La Serna) 28941 Fuenlabrada - Madrid
Planos y vistas satelitales.40°17′49″N 3°47′33″O / 40.29694, -3.79250
Horarios: martes a sábados de 10 a 18 h., domingos y festivos de 10 a 15 h.

## Historia
Bosque Sur es un gran bosque que enlaza varios municipios, que reunirá cerca de un millar de hectáreas en los municipios de Leganés, Fuenlabrada, Getafe, Alcorcón y Pinto. En un futuro, podría extenderse a Móstoles, Arroyomolinos y Parla; y llegar a conectar con los parques regionales del Sureste y del Curso Medio del Río Guadarrama. Los trabajos de reforestación se iniciaron con la plantación en 2005 y 2006 de 80.000 árboles y arbustos en las primeras 120 hectáreas localizadas en el término de Leganés.
En la reforestación se han utilizado quince especies autóctonas de frondosas, como encinas, alcornoques, coscojas, espinos, quejigos, así como fresnos, sauces, chopos u olmos en las zonas de ribera; mientras que en los paseos se han plantado almeces, tilos y moreras. Hasta 24 especies más de arbusto y matorral, como romero, lavanda y salvia, completan las especies vegetales del parque. Además de las plantaciones, se incluye la recuperación de más de tres kilómetros de riberas del Arroyo Culebro y otros pequeños cursos de agua.
Desde su creación en 2007, este Centro ha buscado crear un vínculo con los usuarios a través de su participación. Para ello, se han incorporado diversos equipamientos donde los interesados en acceder a las actividades del programa dispondrán de un espacio abierto para su participación, sirviendo además para generar un vínculo afectivo entre aquellos y este entorno natural.
En este contexto, se plantea El Programa de Educación Ambiental “Bosque Sur” cuyo principal objetivo es proporcionar conocimientos sobre los bosques y la gestión forestal; con el fin de mostrar su enorme importancia para nuestra sociedad; y su estrecha vinculación con otras temáticas medio ambientales tan relevantes como son el agua, la calidad del aire, la desertización, la biodiversidad o la interpretación del paisaje.

## Recursos
Situado en las afueras del casco urbano en el barrio norte de La Serna, junto a la estación de Renfe de La Serna. El programa de Educación Ambiental en Bosque Sur se caracteriza por una clara orientación forestal en las actividades que allí se desarrollan.
Entre estos equipamientos figura una zona de huertos que dispone de caminos adecuados y de  equipamientos adaptados para personas con discapacidad o público infantil no autónomo.
Además cuenta con Aula, Sala de audiovisuales, Exposiciones temporales, Biblioteca.
El Centro es accesible para personas con movilidad reducida.

## Actividades
El centro de naturaleza organiza talleres, visitas temáticas, ocio de familias, y sendas por los alrededores.
En los talleres ambientales, el huerto se convierte en fuente de materia prima “Tintes naturales” y “Cosmética natural”, en un observatorio de especies “El huerto en casa”, “Taller de herbario” y “Taller de insectos” o en un entorno en el que se cierran ciclos “Taller de compostaje”.
Las actividades son gratuitas pero es necesario reservar plaza con antelación en http://www.comunidad.madrid/